# Harem (genre)
Pour les articles homonymes, voir Harem (homonymie).
Harem (ハーレムもの, hāremumono) est un genre de light novel, de manga, d'anime, de hentai ou encore de jeu vidéo apparu au Japon à la fin des années 1970. Il se focalise sur des relations polyginique ou polyandrique. Dans ce dernier cas, on parle de « harem inversé ».